# Abel de Pujol
Abel de Pujol nebo také Alexandre-Denis-Abel de Pujol (30. ledna 1785 Valenciennes – 29. září 1861 Paříž) byl francouzský klasicistní malíř věnující se zejména historické malbě. Byl žákem Jacquese-Louise Davida. V roce 1811 získal Římskou cenu za malbu Jákob žehnající Josefovým dětem a v roce 1814 získal medaili za malbu Smrt Britannica.  Maloval velkoplošné nástěnné a nástropní malby, mimo jiné v Louvre, Bourbonském paláci a kostele svatého Sulpicia.